# Hansen (Idaho)
Pour les articles homonymes, voir Hansen.
Hansen est une ville américaine située dans le comté de Twin Falls en Idaho.

## Démographie
| 1920 | 1930 | 1940 | 1950 | 1960 | 1970 |
| ---- | ---- | ---- | ---- | ---- | ---- |
| 278  | 379  | 527  | 463  | 427  | 415  |

| 1980  | 1990 | 2000 | 2010  | - | - |
| ----- | ---- | ---- | ----- | - | - |
| 1 078 | 848  | 970  | 1 144 | - | - |

Selon le recensement de 2010, Hansen compte 1 144 habitants. La municipalité s'étend alors sur 0,38 mille carré (0,98 km2).